# Józef Andrzej Kędzierski
Józef Andrzej Kędzierski (ur. 21 lutego 1900 w Pomorzanach, zm. 4 lutego 1971 w Krakowie) – polski lekarz laryngolog, działacz społeczny i polityczny, radny WRN i poseł na Sejm PRL.

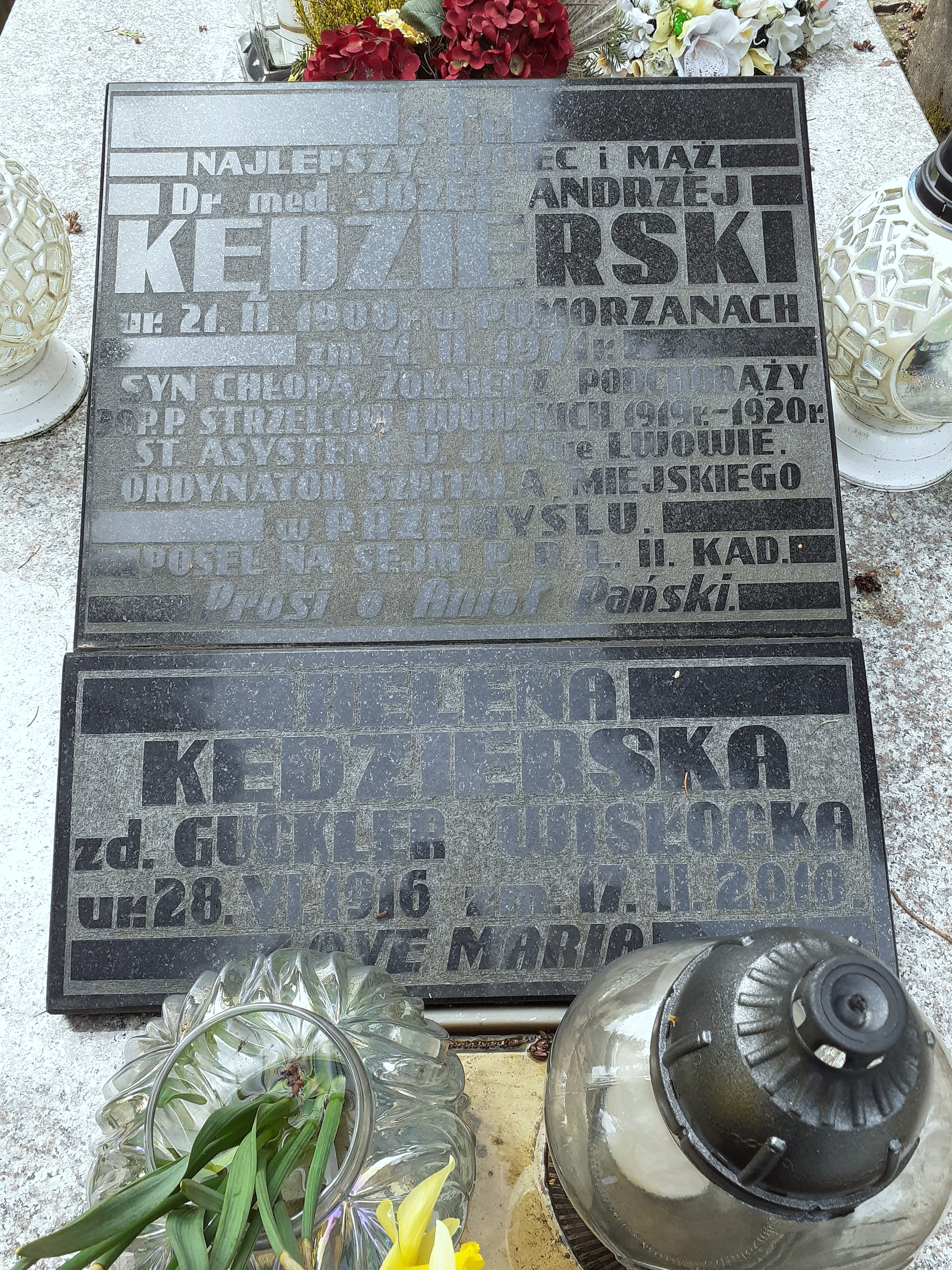
Tablica nagrobna Józefa Andrzeja i Heleny Kędzierskich

## Życiorys
Józef Andrzej Kędzierski urodził się 21 lutego 1900. Uzyskał stopień doktora medycyny. Zawodowo był ordynatorem Oddziału Laryngologicznego Szpitala Miejskiego w Przemyślu, lekarzem specjalistą laryngologiem w Przychodni PKP. Należał do Polskiego Towarzystwa Lekarskiego. Był założycielem i pierwszym prezesem Rzeszowskiego Oddziału Polskiego Towarzystwa Otolaryngologicznego. Był określany mianem nestora laryngologów województwa rzeszowskiego.
Pełnił mandat radnego Wojewódzkiej Rady Narodowej w Rzeszowie. Jako bezpartyjny został wybrany na posła Sejmu PRL II kadencji (1957-1961) w Okręgu Wyborczym nr 76 w Przemyślu.
Zmarł 4 lutego 1971 w Krakowie. Został pochowany na cmentarzu Głównym w Przemyślu 8 lutego 1971. Był żonaty, miał syna. 